# Anna Barrachina i Sala
Anna Barrachina i Sala (Sitges, 20 de febrer del 1968) és una actriu de teatre i televisió, coneguda especialment pels papers d'Estrellita Verdiales a Cegada de amor i Nuri Soler a Ventdelplà.
Començà estudis de filosofia, que no continuà. Als 18 anys entra a la companyia de teatre sitgetana La Cubana, on s'estigué del 1987 al 1998. Del seu pas per aquesta companyia en destaca el paper protagonista d'Estrellita Verdiales a l'obra Cegada d'amor (1993-1998), en què a més d'actuar també cantà les cançons Mancheguita, El mundo es maravilloso, Clic clac Rock, Nazareno, La saeta de la luz, Veo veo veo, Ni veritat ni mentida, Un verano en la ciudad, Adéu, adéu Barcelona.
A partir del 2005 TVC emeté la sèrie Ventdelplà, amb Anna Barrachina en un dels papers principals, el de Nuri Soler. El 2004 es va casar amb el també actor José Corbacho, amb qui va adoptar un nen. En l'actualitat (2023) estan separats.

## Obres de teatre
- Assassinat a l'Orient Express, adaptació de Ken Ludwig sobre la novel·la d'Agatha Christie. Dir. Iván Morales (2021)
- Confessions de dones de 30 (2012), de Domingos de Oliveira[4]
- Pel davant i pel darrera (2010-2011), de Michael Frayn[5][6]
- Carta d'una desconeguda (2007) de Stefan Zweig, dirigida per Fernando Bernués
- Donesipunt!, d'Àngel Alonso
- Chicas malas (2001-2002), d'Àngel Alonso
- Cegada de amor (1993-1998), amb La Cubana
- Cubana marathon dancing (1992), amb La Cubana
- Cómeme el coco, negro (1989), amb La Cubana
- Cubanades a la carta (1988), amb La Cubana
- La tempesta de William Shakespeare (1986), amb La Cubana

## Sèries i programes de televisió
- Amar es para siempre (2013), 19 episodis
- Ventdelplà (2005-2010), 362 episodis
- Los ochenta (2004), 4 episodis
- Dona'm una pista (2000), presentadora d'aquest concurs de ball
- El Comisario (2000), 2 episodis
- Raquel busca su sitio (2000)
- Al salir de clase (1997)
- Telecena (1994)
- Teresina S.A. (1992)
- Els Grau (1991)
- Merlí (2016)

## Pel·lícules
- Mami me quiere más a mi (2010), curtmetratge
- Xtrems (2009), d'Abel Folk i Joan Riedweg
- Atles de geografia humana (Atlas de geografía humana) (2007), d'Azucena Rodríguez
- Mola ser malo (2005), d'Álam Raja, curtmetratge
- Projecte Cassandra (2005), de Xavier Manich, telefilm
- Tapes (2005), de José Corbacho i Juan Cruz
- El tránsfuga (2003), Jesús Font, telefilm
- Cabell d'àngel (2001), d'Enric Folch, telefilm
- El olor de las manzanas (1999), de Juan Cruz, curtmetratge
- Un negre amb un saxo (1988), de Francesc Bellmunt
- Bar (1987), curtmetratge